# 조제 사
조제 페드루 말레이루 드 사(포르투갈어: José Pedro Malheiro de Sá, 1993년 2월 7일 ~ )는 포르투갈의 축구 선수로 포지션은 골키퍼이다. 현재 울버햄프턴 원더러스 FC에서 활약하고 있다.